# Ernest Meyer (cavalier)
Cet article concerne un cavalier. Pour l'imprimeur typographe, voir Ernest Meyer. Pour les autres homonymes, voir Meyer.
Ernest Victor Meyer est un cavalier français né le 15 février 1865 à Saumur, mort le 28 juin 1919 à Givry (Saône-et-Loire). Il obtient la médaille d'argent dans le saut d'obstacles par équipe aux Jeux olympiques de 1912, à Stockholm.

## Biographie
Il naît le 15 février 1865 à Saumur, de Victor Meyer, professeur de musique, et d'Hermine Émérance Brindeau.

### Engagement dans l'armée
Il s'engage le 15 février 1883 au 12e régiment de cuirassiers. En 1887, il est affecté en tant que sous-lieutenant au 2e régiment de spahis. Il va servir plus de dix ans durant en Algérie. En 1891, il est nommé lieutenant.
Il quitte l'Algérie en 1898. L'année suivante, il épouse Anne Louise Amélie Clerget. En 1900, il est nommé capitaine, et fait chevalier de la Légion d'honneur. En 1912, il est nommé commandant major et affecté au 3e régiment de dragons.

### Jeux olympiques de Stockholm

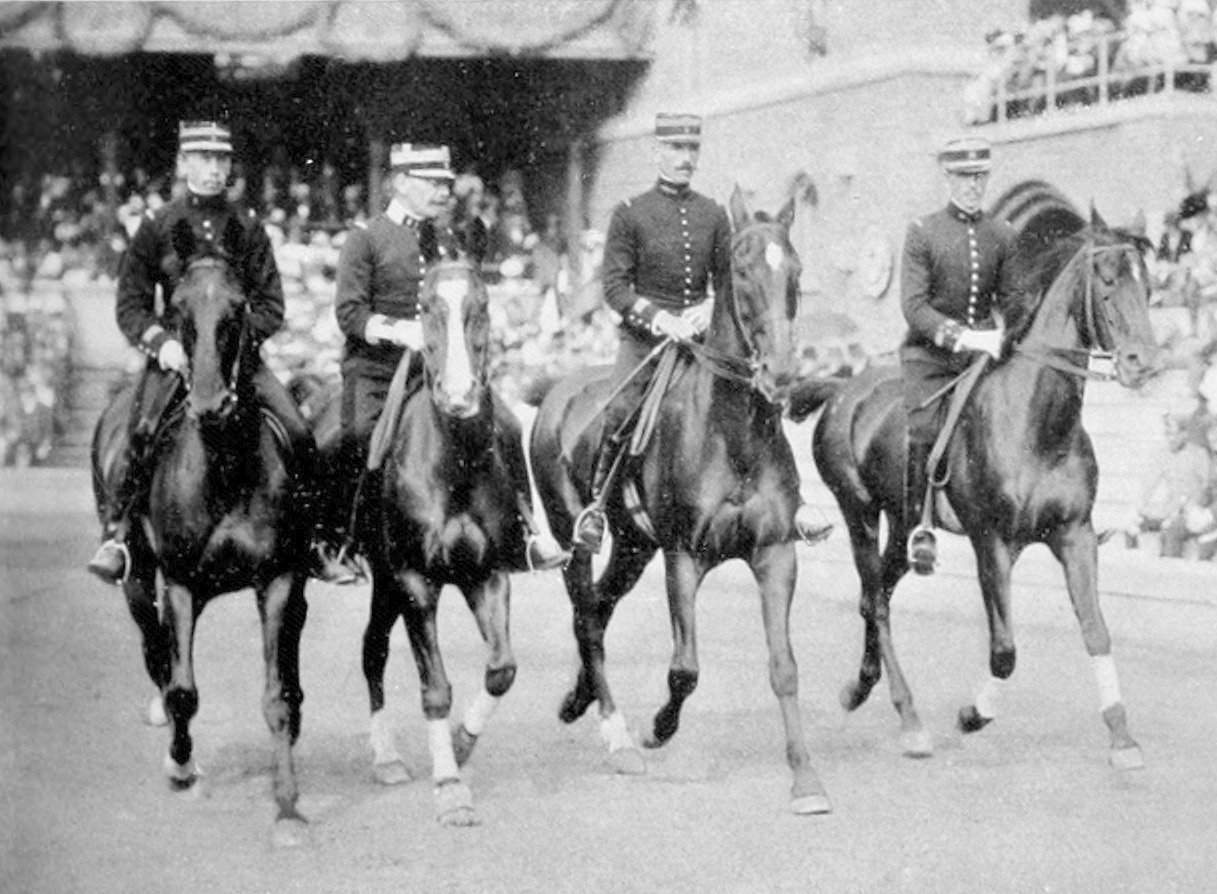
Jeux olympiques de Stockholm, 1912. L'équipe de France de saut d'obstacles. De gauche à droite : Dufour d'Astafort, Meyer (avec Allons-y), Cariou et Seigner.

Il participe aux épreuves d'équitation aux Jeux olympiques d'été de 1912  à Stockholm. Aux côtés de Jacques Cariou, de Pierre Dufour d'Astafort et de Gaston Seigner, il remporte avec Allons-y la médaille d'argent en saut d'obstacles par équipe. En concours complet, toujours avec Allons-y, il se classe quatrième à l'épreuve par équipe et douzième à l'épreuve individuelle.

### Première guerre mondiale
Il devient chef d’escadron en 1914, puis lieutenant-colonel en 1915. En 1916, il est fait officier de la Légion d'honneur.
Il passe alors, à sa demande, dans l'infanterie. Il est affecté au 27e régiment d'infanterie territoriale, puis en 1917 au 59e régiment d'infanterie. Il est blessé à l'épaule par un éclat d'obus. Nommé colonel, il prend le commandement du 23e régiment d’infanterie.
Blessé en service commandé, il est amputé d'une jambe le 24 avril 1918. L'infection générale provoque une ostéomyélite. Il est fait commandeur de la Légion d'honneur le 10 juillet. Il meurt le 28 juin 1919 à Givry, en Saône-et-Loire. Le 14 août, il est déclaré « mort pour la France ».

## Distinctions
- Commandeur de la Légion d'honneur[10]
- Croix de guerre, étoile d'argent, étoile de bronze et palme[9]